# Grandi Autonomie e Libertà
Grandi Autonomie e Libertà, noto anche con l'acronimo GAL, è stato un gruppo parlamentare italiano di centro-destra della XVII Legislatura costituitosi al Senato della Repubblica il 20 marzo 2013.
Il 21 dicembre 2017, in seguito all'adesione al gruppo dei senatori dell'UDC, muta il nome in Grandi Autonomie e Libertà - Unione dei Democratici Cristiani e dei Democratici di Centro.
Il presidente del gruppo è stato il senatore Mario Ferrara (Forza Italia).

## Storia
Il gruppo parlamentare si è costituito ufficialmente al Senato della Repubblica il secondo giorno della XVII Legislatura, il 20 marzo 2013, al fine di dar rappresentanza ai senatori iscritti a partiti politici e movimenti meridionalisti e autonomisti che avevano preso parte alla coalizione di centro-destra del 2013.
Hanno quindi avuto inizialmente rappresentanza all'interno del gruppo Grande Sud, Movimento per le Autonomie e Nuovo PSI.
Il 20 marzo 2013 si è quindi costituito il gruppo parlamentare a Palazzo Madama, a cui hanno aderito i tre senatori di Grande Sud: Giovanni Bilardi (unico eletto nelle liste del partito), Mario Ferrara e Giovanni Mauro (entrambi eletti grazie ad un accordo nelle liste del PdL); i due senatori del Movimento per le Autonomie: Giuseppe Compagnone ed Antonio Scavone (anch'essi entrambi eletti nelle liste del PdL) ed il senatore del Nuovo PSI Lucio Barani (anch'egli eletto nelle liste del PdL); inoltre, al fine di permettere la costituzione del gruppo grazie al raggiungimento del numero minimo richiesto di dieci membri, vengono prestati due senatori provenienti dal Popolo della Libertà (Laura Bianconi e Luigi Compagna) e due dalla Lega Nord (Jonny Crosio e Gian Marco Centinaio).
Il 7 maggio 2013 i due senatori prestito Jonny Crosio e Gian Marco Centinaio abbandonano il gruppo per aderire a quello della Lega Nord (partito a cui appartengono); contemporaneamente dal gruppo della Lega Nord aderiscono a GAL Giulio Tremonti e Paolo Naccarato (senatori indipendenti eletti nelle liste della Lega).
Il gruppo ha votato la fiducia al governo Letta da inizio legislatura sino al 26 novembre 2013, data in cui Forza Italia è passata all'opposizione.
Il 14 novembre 2013 Paolo Naccarato, Laura Bianconi e Luigi Compagna abbandonano GAL e passano al neonato gruppo Nuovo Centrodestra (nato da una scissione del Popolo della Libertà e composto da coloro i quali volevano restare al governo), entrando così in maggioranza; dopo solo 5 giorni, il 20 novembre 2013, Compagna ritorna nel gruppo GAL per poi tornare infine il 1º dicembre 2013 nel Nuovo Centrodestra.
Il 20 novembre 2013 anche Giovanni Bilardi abbandona GAL (ed il partito Grande Sud) per passare anch'egli al Nuovo Centrodestra ed entrando così in maggioranza.
Dopo queste fuoriuscite Il 20 novembre 2013 Pietro Langella e Giuseppe Ruvolo, senatori "dissidenti" di Forza Italia a causa delle scelte politiche di Silvio Berlusconi, abbandonano il gruppo forzista al Senato ed aderiscono a GAL (pur rimanendo comunque all'interno di Forza Italia).
Sugli stessi passi, il 27 novembre 2013, Vincenzo D'Anna, anch'egli senatore "dissidente" di Forza Italia, abbandona il gruppo forzista al Senato ad aderisce a GAL (rimanendo comunque anch'egli all'interno di Forza Italia); inoltre il 5 dicembre 2013 anche Antonio Milo (senatore di Noi Sud, eletto nelle liste del PdL) aderisce a GAL.
Il 13 dicembre 2013 Michelino Davico, senatore ex Lega Nord che ha abbandonato il suo partito per votare la fiducia al governo Letta, aderisce al gruppo GAL, dapprima come esponente dell'Italia dei Valori e poi dei Moderati; Davico infatti, nonostante sia GAL all'opposizione, vota sempre la fiducia al governo.
A dicembre 2013, con lo scioglimento e la successiva confluenza di Grande Sud (partito con cui sono stati eletti i due senatori Ferrara e Mauro) in Forza Italia, anche i senatori Mario Ferrara e Giovanni Mauro aderiscono a Forza Italia, pur rimanendo per motivi tecnici nel gruppo GAL.
Il 24 febbraio 2014, con la fine del governo Letta, il gruppo GAL nega la fiducia anche al nuovo governo Renzi.
L'8 luglio 2014 Paolo Naccarato, senatore indipendente e già membro di GAL fino al 14 novembre 2013, abbandona il Nuovo Centrodestra (e quindi il gruppo Area Popolare) e ritorna nel gruppo GAL; in particolare Naccarato, così come Michelino Davico, vota la fiducia al governo nonostante il gruppo GAL sia all'opposizione.
Il 18 novembre 2014 Mario Mauro, Salvatore Tito Di Maggio ed Angela D'Onghia (senatori di Popolari per l'Italia, eletti nel 2013 con Scelta Civica per l'Italia che hanno successivamente abbandonato) aderiscono al gruppo GAL; in particolare Angela D'Onghia ricopre anche l'incarico di sottosegretario all'istruzione del governo Renzi; i tre senatori dei Popolari per l'Italia votano la fiducia al governo Renzi sino al 3 giugno 2015, data in cui il partito passa all'opposizione, provocando la fuoriuscita dai Popolari per l'Italia di Angela D'Onghia che rimane comunque come indipendente nel gruppo GAL e continua a votare la fiducia al governo di cui fa parte come sottosegretario.
Il 15 dicembre 2014 Pietro Langella abbandona GAL e passa al Nuovo Centrodestra (e quindi al gruppo Area Popolare), entrando così in maggioranza.
Il 19 dicembre 2014 il senatore Antonio Stefano Caridi abbandona il Nuovo Centrodestra (e quindi il gruppo Area Popolare) ed aderisce al gruppo GAL (iscrivendosi inoltre a Forza Italia).
Il 29 maggio 2015 Salvatore Tito Di Maggio abbandona GAL (ed anche il partito Popolari per l'Italia), lo stesso giorno lascia il gruppo GAL anche Antonio Milo: entrambi aderiscono al neonato gruppo parlamentare Conservatori e Riformisti.
Il 10 giugno 2015 Bartolomeo Pepe, senatore ex Movimento 5 Stelle, aderisce al gruppo GAL, dapprima come esponente dei Verdi, poi del Movimento Base Italia ed infine del Movimento Politico Libertas; successivamente, il 16 giugno 2016 pure Paola De Pin, anch'egli senatrice ex M5S, aderisce a GAL, dapprima come esponente dei Verdi e successivamente del movimento Alternativa per l'Italia.
Il 28 luglio 2015 Giuseppe Compagnone ed Antonio Scavone (esponenti del Movimento per le Autonomie), Lucio Barani (esponente del Nuovo PSI) e Vincenzo D'Anna (ex esponente di Forza Italia) abbandonano il gruppo GAL ed aderiscono ad Alleanza Liberalpopolare-Autonomie, nuovo gruppo parlamentare nato da esponenti di GAL ed ex Forza Italia per sostenere la maggioranza del governo Renzi, così quindi i quattro senatori entrano in maggioranza.
Il 2 ottobre 2015 anche Giuseppe Ruvolo abbandona GAL (e quindi Forza Italia) ed aderisce ad Alleanza Liberalpopolare-Autonomie, entrando così anch'egli in maggioranza.
Il 21 dicembre 2015 Gaetano Quagliariello, Carlo Giovanardi, Andrea Augello e Luigi Compagna, non condividendo le scelte del governo e della maggioranza di cui facevano parte, abbandonano il Nuovo Centrodestra (e quindi il gruppo Area Popolare) ed aderiscono a GAL come esponenti del movimento IDEA, passando così all'opposizione.
Il 22 dicembre 2015 Monica Casaletto, senatrice ex M5S, aderisce a GAL,  dapprima come indipendente e, dal 14 gennaio 2016, come esponente del movimento Euro-Exit.
Il 10 febbraio 2016 Riccardo Villari, ex senatore di Forza Italia, aderisce come indipendente al gruppo GAL.
Il 15 febbraio 2016 Luigi Compagna abbandona GAL e viene "prestato" al gruppo Conservatori e Riformisti al fine di evitare lo scioglimento del suddetto gruppo, ormai ridotto sotto la soglia minima di dieci senatori; per lo stesso motivo anche Andrea Augello, il 24 maggio 2016, lascia GAL e viene "prestato" al gruppo Conservatori e Riformisti; Compagna e Augello restano comunque iscritti al movimento IDEA di cui fanno parte.
Il 4 agosto 2016 il senatore Antonio Stefano Caridi, membro di GAL ed esponente di Forza Italia, viene arrestato con parere favorevole del Senato della Repubblica a scrutinio segreto (154 SI, 110 NO e 12 Astenuti).
Il 14 dicembre 2016, con la fine del governo Renzi, il gruppo GAL nega la fiducia anche al nuovo governo Gentiloni.
Il 7 marzo 2017 il senatore Mario Walter Mauro abbandona il gruppo e aderisce a Forza Italia.
In seguito allo scioglimento del gruppo Conservatori e Riformisti (1 aprile 2017) i senatori Augello e Compagna tornano in GAL.
Il 2 aprile 2017 i senatori di Direzione Italia, privi ormai di un gruppo, aderiscono a GAL.
Il 25 maggio 2017 i quattro senatori di IdeA ed il senatore Davico lasciano GAL per fondare il nuovo gruppo Federazione della Libertà (Idea-Popolo e Libertà, PLI) e la componente Euro-Exit si scioglie, pertanto Monica Casaletto torna ad essere membro di GAL come esponente indipendente.
Il 21 dicembre 2017 i sette senatori di Direzione Italia abbandonano GAL e  aderiscono al gruppo Noi con l'Italia.
Il 22 dicembre 2017 quattro senatori dell'UDC aderiscono a GAL abbandonando il gruppo misto.
A conclusione della legislatura nel marzo 2018 il gruppo, dopo numerose variazioni, era composto da 14 senatori, dei quali 4 dell'UDC, 3 di Forza Italia, 1 di Riscossa Italia, 1 di Movimento politico Libertas e 5 indipendenti; il gruppo GAL è all'opposizione del governo Gentiloni, sebbene Paolo Naccarato, Riccardo Villari ed Angela D'Onghia votino comunque la fiducia al governo.

## Composizione

### Composizione a fine legislatura
| Senatore               | Partito | Partito                      | Data di adesione | Gruppo di provenienza                                   | Altro                                                              |
| ---------------------- | ------- | ---------------------------- | ---------------- | ------------------------------------------------------- | ------------------------------------------------------------------ |
| Mario Ferrara          |         | Forza Italia (ex Grande Sud) | 20/03/2013       | Gruppo misto                                            | Capogruppo                                                         |
| Giovanni Mauro         |         | Forza Italia (ex Grande Sud) | 20/03/2013       | Gruppo misto                                            | Segretario                                                         |
| Giulio Tremonti        |         | Indipendente                 | 08/05/2013       | Lega Nord e Autonomie                                   |                                                                    |
| Paolo Naccarato        |         | Indipendente                 | 08/07/2014       | Area Popolare (NCD-UDC)                                 |                                                                    |
| Angela D'Onghia        |         | Indipendente                 | 18/11/2014       | Per l'Italia                                            | Sottosegretario al Ministero dell'Istruzione del governo Gentiloni |
| Antonio Stefano Caridi |         | Forza Italia                 | 19/12/2014       | Area popolare (NCD-UDC)                                 |                                                                    |
| Monica Casaletto       |         | Indipendente                 | 22/12/2015       | Gruppo misto                                            |                                                                    |
| Bartolomeo Pepe        |         | Movimento Politico Libertas  | 10/06/2015       | Gruppo misto                                            |                                                                    |
| Paola De Pin           |         | Riscossa Italia              | 16/06/2015       | Gruppo misto                                            |                                                                    |
| Riccardo Villari       |         | Indipendente                 | 10/02/2016       | Forza Italia - Il Popolo della Libertà XVII legislatura |                                                                    |
| Antonio De Poli        |         | Unione di Centro             | 22/12/2017       | Gruppo misto - componente: UDC                          | Questore del Senato della Repubblica                               |
| Giuseppe Ruvolo        |         | Unione di Centro             | 22/12/2017       | Gruppo misto - componente: UDC                          |                                                                    |
| Riccardo Conti         |         | Unione di Centro             | 22/12/2017       | Gruppo misto - componente: UDC                          |                                                                    |
| Giuseppe Esposito      |         | Unione di Centro             | 22/12/2017       | Gruppo misto - componente: UDC                          |                                                                    |

### Ex membri
| Senatore                  | Data di adesione | Gruppo di provenienza     | Data di abbandono | Gruppo successivo                                       |
| ------------------------- | ---------------- | ------------------------- | ----------------- | ------------------------------------------------------- |
| Gian Marco Centinaio      | 20/03/2013       | Lega Nord e Autonomie     | 07/05/2013        | Lega Nord e Autonomie                                   |
| Jonny Crosio              | 20/03/2013       | Gruppo misto              | 07/05/2013        | Lega Nord e Autonomie                                   |
| Laura Bianconi            | 20/03/2013       | Gruppo misto              | 14/11/2013        | Area Popolare (NCD-UDC)                                 |
| Giovanni Bilardi          | 20/03/2013       | Gruppo misto              | 14/11/2013        | Area popolare (NCD-UDC)                                 |
| Paolo Naccarato           | 07/05/2013       | Lega Nord e Autonomie     | 14/11/2013        | Area Popolare (NCD-UDC)                                 |
| Pietro Langella           | 20/11/2013       | Il Popolo della Libertà   | 15/12/2014        | Area Popolare (NCD-UDC)                                 |
| Antonio Milo              | 05/12/2013       | Il Popolo della Libertà   | 29/05/2015        | Conservatori e Riformisti                               |
| Antonio Scavone           | 20/03/2013       | Gruppo misto              | 28/07/2015        | Alleanza Liberalpopolare-Autonomie                      |
| Giuseppe Compagnone       | 20/03/2013       | Gruppo misto              | 28/07/2015        | Alleanza Liberalpopolare-Autonomie                      |
| Lucio Barani              | 20/03/2013       | Il Popolo della Libertà   | 28/07/2015        | Alleanza Liberalpopolare-Autonomie                      |
| Vincenzo D'Anna           | 27/11/2013       | Il Popolo della Libertà   | 28/07/2015        | Alleanza Liberalpopolare-Autonomie                      |
| Giuseppe Ruvolo           | 20/11/2013       | Il Popolo della Libertà   | 02/10/2015        | Alleanza Liberalpopolare-Autonomie                      |
| Mario Walter Mauro        | 18/11/2014       | Per l'Italia              | 07/03/2017        | Forza Italia - Il Popolo della Libertà XVII Legislatura |
| Gaetano Quagliariello     | 21/12/2015       | Area Popolare (NCD-UDC)   | 25/05/2017        | Federazione della Libertà (Idea-Popolo e Libertà, PLI)  |
| Andrea Augello            | 21/12/2015       | Area Popolare (NCD-UDC)   | 25/05/2017        | Federazione della Libertà (Idea-Popolo e Libertà, PLI)  |
| Luigi Compagna            | 21/12/2015       | Area Popolare (NCD-UDC)   | 25/05/2017        | Federazione della Libertà (Idea-Popolo e Libertà, PLI)  |
| Carlo Giovanardi          | 21/12/2017       | Area Popolare (NCD-UDC)   | 25/05/2017        | Federazione della Libertà (Idea-Popolo e Libertà, PLI)  |
| Michelino Davico          | 13/12/2013       | Lega Nord e Autonomie     | 25/05/2017        | Federazione della Libertà (Idea-Popolo e Libertà, PLI)  |
| Francesco Bruni           | 02/04/2017       | Conservatori e Riformisti | 11/05/2017        | Noi con l'Italia                                        |
| Luigi D'Ambrosio Lettieri | 02/04/2017       | Conservatori e Riformisti | 11/05/2017        | Noi con l'Italia                                        |
| Salvatore Tito Di Maggio  | 02/04/2017       | Conservatori e Riformisti | 11/05/2017        | Noi con l'Italia                                        |
| Pietro Liuzzi             | 02/04/2017       | Conservatori e Riformisti | 11/05/2017        | Noi con l'Italia                                        |
| Luigi Perrone             | 02/04/2017       | Conservatori e Riformisti | 11/05/2017        | Noi con l'Italia                                        |
| Lucio Tarquinio           | 02/04/2017       | Conservatori e Riformisti | 11/05/2017        | Noi con l'Italia                                        |
| Vittorio Zizza            | 02/04/2017       | Conservatori e Riformisti | 11/05/2017        | Noi con l'Italia                                        |